# Тома Вашкявічуте
Тома Вашкявічуте (нар. 3 липня 1986 року, Вільнюс, СРСР) — литовська акторка.

## Життєпис
Тома Вашкявічуте народилася 3 липня 1986 року у Вільнюсі. У 2008 році закінчила Литовську академію музики та театру. Після закінчення навчання акторка почала працювати у театрі. Також Вашкявічуте працює на телебаченні та бере участь у кінематографічних проектах.

## Вибіркова фільмографія
- Втрати (2008)
- Повернути незалежність (2018)